# J.H. Derkinderen-Besier
Johanna Henriette Besier (Utrecht, 27 september 1865 – Amsterdam, 7 september 1944) was een Nederlands naaldkunstenaar, kostuumhistoricus en publiciste onder de naam J.H. Derkinderen-Besier.

## Biografie
Derkinderen-Besier was lid van het patriciaatsgeslacht Besier en een dochter van mr. August Adriaan Henry Besier (1827-1905), ambtenaar ter gemeentesecretarie van Utrecht, en Albertina van Ewijck (1836-1898), lid van de familie Van Ewijck. Zij trouwde in 1894 met kunstenaar prof. Antonius Johannes Derkinderen (1859-1925) uit welk huwelijk geen kinderen geboren werden.
Jo Besier volgde een opleiding aan de Haagse Academie voor Beeldende Kunsten, de Amsterdamse Rijksakademie van beeldende kunsten en de Rijksschool voor Kunstnijverheid Amsterdam. Ze werd bekend als naaldkunstenares en als leider van de kostuumafdeling van het Rijksmuseum Amsterdam. Daarnaast publiceerde ze enkele boeken over mode in de 16e en latere eeuwen. In 1927 gaf ze de jeugdherinneringen van haar man uit, voorzien van een door haar geschreven inleiding; deze jeugdherinneringen werden voorzien van een getekend portret van Derkinderen van de hand van kunstenares Debora Duyvis.
Door een schenking en een legaat kwamen ruim honderd prenten en tekeningen van haar man Antoon Derkinderen in de collectie van het Rijksprentenkabinet te Amsterdam. Dit prentenkabinet bezit ook een klein aantal van haar eigen werken.
Etsen van Johanna Henriëtte Besier in het Rijksmuseum Amsterdam

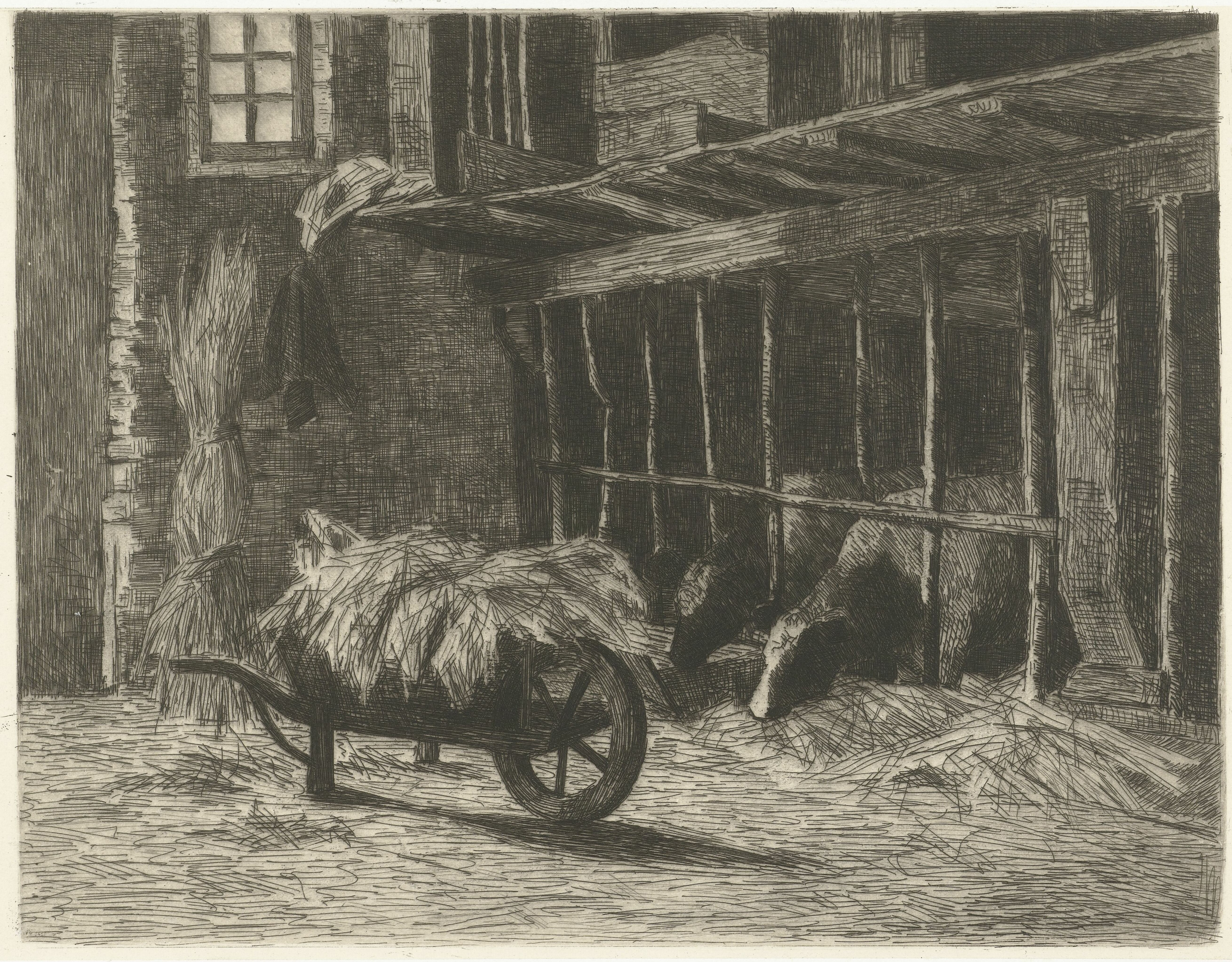
Interieur van stal met koeien en kruiwagen met hooi, ets op chine collé
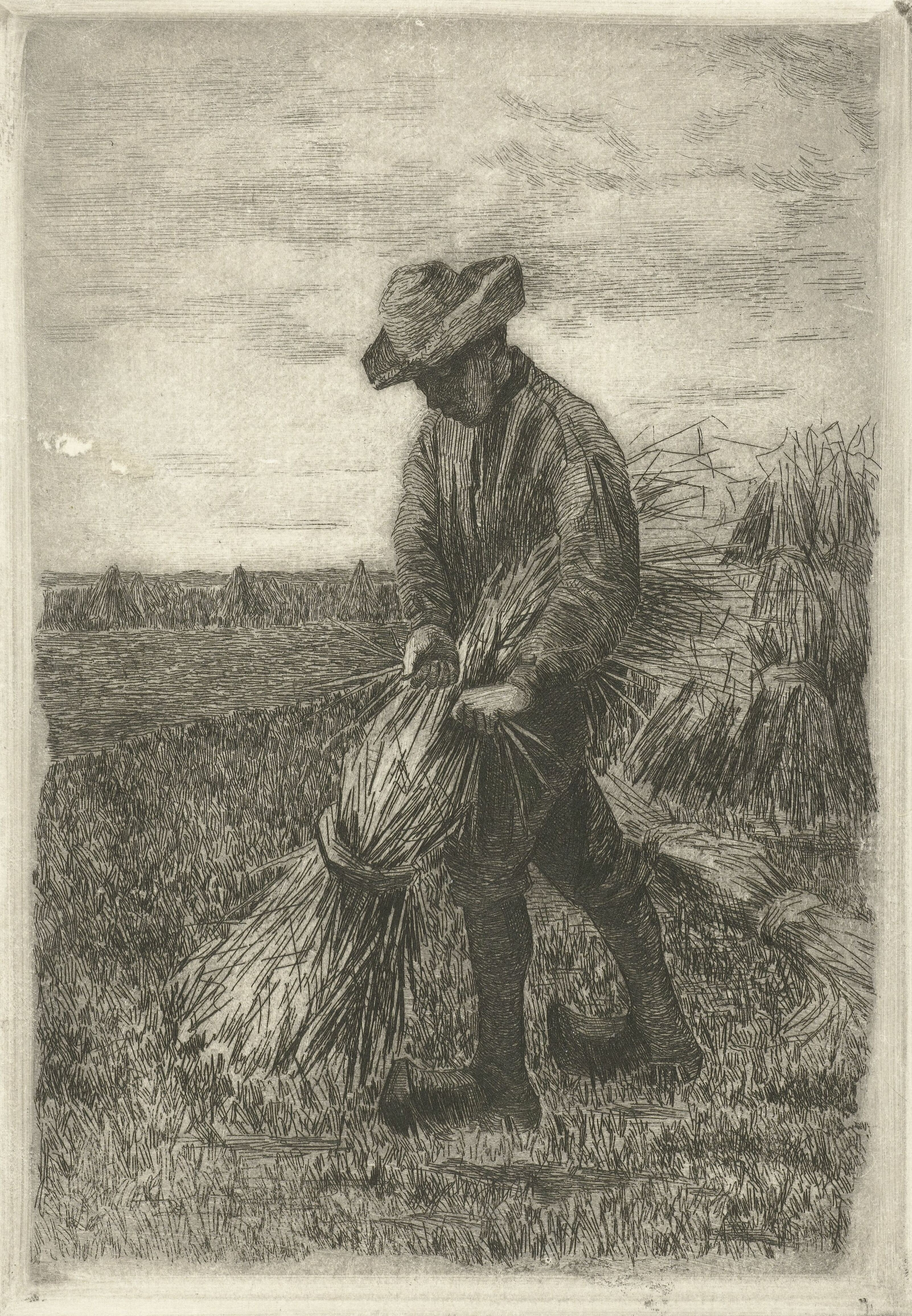
Man bindt korenschoof op akker met koren
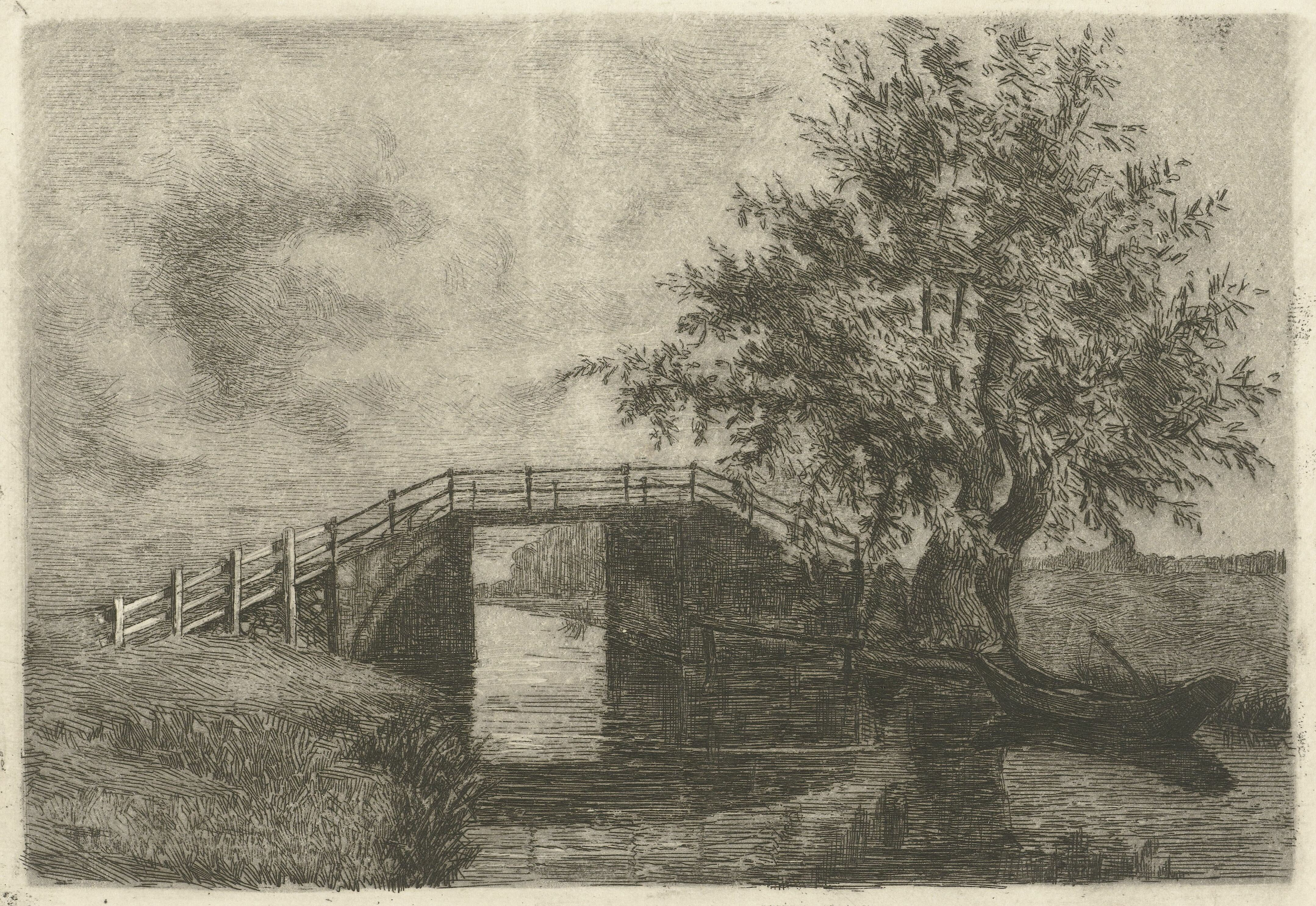
Landschap met brug over sloot en wilg op oever